# 홈 오브 더 브레이브
《홈 오브 더 브레이브》(영어: Home of the Brave)는 미국과 모로코에서 제작된 어윈 윙클러 감독의 2006년 액션 전쟁 드라마 영화이다. 새뮤얼 L. 잭슨 등이 출연하였고, 조지 펄라 등이 제작에 참여하였다.

## 출연진
- 새뮤얼 L. 잭슨
- 제시카 빌
- 브라이언 프레슬리
- 커티스 잭슨
- 채드 마이클 머리
- 크리스티나 리치
- 빅토리아 로웰
- 샘 존스 3세
- 제프 노들링

## 기타 제작진
- 배역: 세라 핀, 랜디 힐러, 그레천 오이스터
- 미술: 워런 앨런 영
- 의상: 캐린 와그너